# Семеновська сільська рада (Кулундинський район)
Семе́новська сільська рада (рос. Семёновский сельский совет) — сільське поселення у складі Кулундинського району Алтайського краю Росії.
Адміністративний центр — село Семеновка.

## Населення
Населення — 678 осіб (2019; 758 в 2010, 828 у 2002).

## Склад
До складу сільської ради входять:
| Населений пункт  | Населення, осіб (2002) | Населення, осіб (2010) |
| ---------------- | ---------------------- | ---------------------- |
| Озерне, село     | 15                     | 15                     |
| Семеновка, село  | 459                    | 416                    |
| Смирненьке, село | 354                    | 327                    |